# Didier Frenay
Didier Frenay (Rocourt, 9 april 1966), is een Belgisch oud-voetballer en huidig spelersmakelaar. Hij speelde op het middenveld.

## Carrière
- 1983-1987: RFC Seraing
- 1987-1994: Cercle Brugge
- 1994-1995: Sporting Charleroi
- 1995-1997: FC Linz
- 1997-1998: Eendracht Aalst
- 1998-1999: AS Cannes
- 1999 : Vorwärts Steyr
- 1999-2000: KSV Roeselare
- 2007-2008: KGR Katelijne[3]

## Spelersmakerlaar
Na zijn carrière als actief voetballer werd Frenay spelersmakelaar. Hij vertegenwoordigt onder andere Tom De Sutter en Kevin De Bruyne.